# Erland Herkenrath
Erland Herkenrath   (Zúric, 24 de setembre de 1912 - Weggis, 17 de juliol de 2003) fou un jugador d'handbol suís que va competir durant les dècades de 1930, 1940 i 1950.
Fill de pare alemany i mare sueca, va ser membre fundador de la secció d'handbol del Grasshopper Club Zuric. El 1936 va prendre part en els Jocs Olímpics de Berlín, on guanyà la medalla de bronze en la competició d'handbol. En el seu palmarès també destaquen sis lligues nacionals i la medalla de plata en el primer campionat del món d'hanbdol a onze, el 1938.